# Robert I. (Schottland)

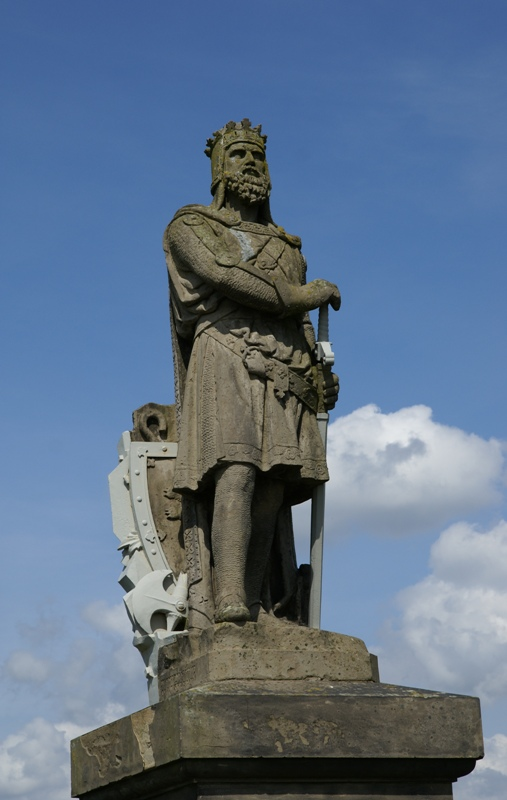
Skulptur Roberts I. vor Stirling Castle

Robert I., englisch besser bekannt als Robert Bruce, auch Robert the Bruce (* 11. Juli 1274; † 7. Juni 1329 in Cardross, Dunbartonshire), war von 1306 bis zu seinem Tod 1329 König von Schottland. Die mittelalterliche schottisch-gälische Schreibweise lautete Roibert a Briuis, die normannisch-französische Robert de Brus. Während der Schottischen Unabhängigkeitskriege gegen England war er Anführer der aufständischen Schotten.
Robert war ein Ururururenkel König Davids I. und begründete damit seinen Anspruch auf den schottischen Thron. Er gilt als einer der bedeutendsten Herrscher Schottlands.

## Leben

### Familiärer Hintergrund und frühe Lebensjahre
Robert wurde als erstes Kind und ältester Sohn von Robert de Brus, Earl of Carrick, und dessen Ehefrau Marjorie, Countess of Carrick, geboren. Der Legende nach soll Roberts Mutter seinen Vater gefangen gehalten haben, bis er schließlich nachgab und sie heiratete. Von seiner Mutter erbte er das gälische Fürstentum Carrick (ein Teil von Ayrshire) und von seinem Vater die Abstammung von einer königlichen Linie, die es ihm später ermöglichte, Anspruch auf den Thron zu erheben. Das Datum seiner Geburt ist definitiv gesichert, nicht jedoch sein Geburtsort; wahrscheinlich war es Turnberry Castle in Ayrshire, doch auch Lochmaben Old Castle in Lochmaben, Dumfriesshire, wird genannt.
Über seine Jugendjahre ist wenig bekannt. Er wurde wahrscheinlich von einer anderen Familie aus der Gegend aufgezogen, was den damaligen lokalen Gebräuchen entsprach. Es kann angenommen werden, dass er fließend Gälisch und Normand (normannischer Dialekt des Französischen) sprach, daneben Latein und wahrscheinlich auch Englisch. Einem englischen Chronisten zufolge lebte er die meiste Zeit am Hofe Eduards I. Die Thronbesteigung von John Balliol im Jahr 1292 empfand er als ungerecht. Der neue, durch England eingesetzte Herrscher verwehrte damit seiner Familie das rechtmäßige Erbe.
Bald darauf übergab sein Großvater Robert de Brus, Lord of Annandale, einer der erfolglosen Anwärter auf den schottischen Thron, seinen Lordtitel an seinen Sohn, Roberts Vater. Nach dem Tod seiner Ehefrau im Jahr 1292 übergab Roberts Vater den Titel des Earl of Carrick an seinen Sohn. Der Vater wie auch der Sohn verbündeten sich mit Eduard I. gegen John Balliol. Im April 1294 erhielt der jüngere Bruce die Erlaubnis, während eineinhalb Jahren Irland zu besuchen. Als weiteres Zeichen von Eduards Gunst erhielt er einen Zahlungsaufschub auf alle Schulden beim englischen Königshaus.
1295 heiratete Robert seine erste Ehefrau Isabella von Mar, die Tochter von Donald, 6. Earl of Mar. Isabella brachte zwischen 1295 und 1297 eine Tochter, Marjorie, zur Welt und starb kurz danach. Roberts Tochter Marjorie Bruce heiratete etwa 1315 Walter Stewart, den Truchsessen (High Steward) von Schottland, und gebar am 2. März 1316 den zukünftigen König Robert II.

### Beginn der Unabhängigkeitskriege
Im August 1296 leisteten Vater und Sohn Bruce bei Berwick-upon-Tweed dem englischen König Eduard I. gegenüber einen Treueschwur und erneuerten diesen in Carlisle. Doch bereits ein Jahr später brach der jüngere Bruce den Schwur und schloss sich der schottischen Revolte an. Im Sommer 1297 wurde er aufgefordert, Eduards Kommandanten John de Warenne zu unterstützen. Doch statt dem Befehl zu gehorchen, verwüstete Robert Bruce mit seinen Anhängern das Land jener Leute, die zu Eduard hielten. Am 7. Juli wurde Bruce zu einem Waffenstillstand gezwungen, der „Kapitulation von Irvine“. Den schottischen Lords wurde versichert, dass sie nicht gegen ihren Willen in Frankreich dienen müssten. Nach einem erneuten Treueschwur würden ihnen die Gewalttaten verziehen. Der Bischof von Glasgow, der Truchsess James und Sir Alexander Lindsay übernahmen die Bürgschaft für Bruce, bis er seine kleine Tochter Marjorie als Geisel übergab.
Kurz nach der Schlacht von Stirling Bridge am 11. September 1297 schlug sich Robert Bruce wieder auf die Seite seiner Landsleute. Er verwüstete Annandale und zerstörte die von den Engländern gehaltene Burg bei Ayr. Als Eduard nach seinem Sieg in der Schlacht von Falkirk nach England zurückkehrte, entzog er Robert Bruce die Herrschaftsrechte über Annandale und Carrick, gab ihm aber die Chance, seine Loyalität ihm gegenüber zu beweisen.
William Wallace war nach Falkirk von seinem Amt als Guardian of Scotland zurückgetreten. Auf ihn folgten Robert Bruce und John Comyn, die sich das Amt teilten, das demjenigen eines Reichsverwesers entsprach. Doch die beiden konnten ihre persönlichen Differenzen nicht beilegen. Als Neffe und Anhänger von John Balliol hatte Comyn ebenso ein Anrecht auf den Thron und war deshalb Bruces Konkurrent. 1299 wurde William de Lamberton, der Bischof von St Andrews, zum dritten neutralen Wächter gewählt, um den sich anbahnenden Konflikt zwischen Bruce und Comyn zu entschärfen. 1300 trat Bruce von seinem Amt zurück und wurde durch Sir Ingram de Umfraville ersetzt. De Umfraville, Comyn und Lamberton traten im Mai 1301 ihrerseits zurück. Neuer alleiniger Wächter Schottlands wurde John de Soulis. Er war vor allem deshalb gewählt worden, weil er weder zum Bruce-Lager noch zum Comyn-Lager gehörte und darüber hinaus ein Patriot war. De Soulis setzte sich aktiv dafür ein, John Balliol wieder als schottischen König einzusetzen.
Im Juli 1301 begann Eduard mit dem sechsten Feldzug nach Schottland. Obwohl er Bothwell und Turnberry Castle eroberte, konnte er die Schotten nicht entscheidend schlagen und einigte sich im Januar 1302 auf einen neunmonatigen Waffenstillstand. Etwa um diese Zeit unterwarfen sich Bruce und andere Adlige dem englischen König, obwohl sie bis vor kurzem auf der Seite der Rebellen gekämpft hatten. Es gab verschiedene Gründe für diesen Schritt. Bruce wollte seine Anhänger nicht länger für eine aussichtslose Sache opfern. Es gab Gerüchte, dass John Balliol mit einer französischen Armee wieder nach Schottland zurückkehren würde. Dies hätte jedoch bedeutet, dass Bruce jegliche Chance verlieren würde, jemals selbst den schottischen Thron zu besteigen. Eduard wiederum sah ein, dass es zu diesem Zeitpunkt besser war, einen schottischen Adligen als Verbündeten denn als Feind zu haben; er selbst sah sich mit einer Exkommunikation durch den Papst und einer möglichen französischen Invasion konfrontiert.

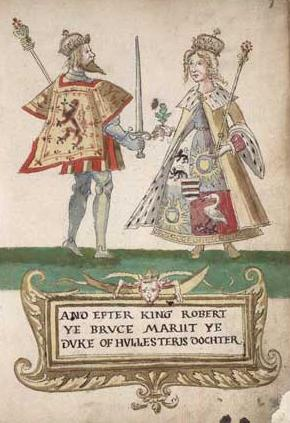
Robert the Bruce und Elizabeth de Burgh (Darstellung von 1563)

Robert Bruce heiratete 1302 seine zweite Gattin Elizabeth de Burgh, die Tochter von Richard Og de Burgh (Earl of Ulster und enger Freund des englischen Königs). Er hatte sie wahrscheinlich am englischen Königshof kennengelernt. Die Hochzeit fand in Writtle bei Chelmsford in Essex statt. Elizabeth gebar ihm vier Kinder, den späteren König David II. sowie John, Mathilda und Margaret.
1303 marschierte Eduard erneut in Schottland ein, erreichte Edinburgh und wandte sich nach Perth. John Comyn, mittlerweile der neue „Guardian of Scotland“, konnte nicht hoffen, sich gegen die englische Armee verteidigen zu können. Eduard blieb bis Juli in Perth und zog dann weiter über Dundee, Montrose und Brechin nach Aberdeen, wo er im August eintraf. Danach kehrte er über Moray und Badenoch nach Dunfermline zurück. Da Eduard nun praktisch das ganze Land kontrollierte, unterwarfen sich ihm im Februar 1304 alle führenden schottischen Adligen mit Ausnahme von William Wallace. John Comyn führte die Verhandlungen. Die Gesetze und Freiheiten Schottlands, wie sie unter der Herrschaft von Alexander III. bestanden hatten, sollten weiterhin gültig sein. Bei zukünftigen Gesetzesänderungen behielt sich Eduard jedoch ein Mitspracherecht vor.
Robert Bruce und William de Lamberton, die beide Zeugen der heroischen schottischen Verteidigung bei der Schlacht von Stirling Bridge gewesen waren, schlossen am 11. Juni 1304 eine Allianz. Sollte einer der beiden den geheimen Pakt brechen, würde er dem anderen eine Buße von zehntausend Pfund bezahlen. Diese Allianz war ein Zeichen ihres tief verwurzelten Patriotismus und ihres Kampfes für die Freiheit Schottlands. Sie beabsichtigten, die Zeit bis zum Tod des englischen Königs abzuwarten, der bereits im fortgeschrittenen Alter war.
Eduard begann unterdessen mit der vollständigen Integration des wehrlosen Schottland ins englische Königreich. Die Adligen schworen erneut Treue. Eine Parlamentssitzung wurde einberufen, um jene zu wählen, die mit dem englischen Parlament die Regeln für die Verwaltung Schottlands festzulegen hatten. Die wirkliche Macht lag in den Händen der Engländer, die schottischen Regierungsmitglieder waren lediglich Marionetten. Eduards Neffe, der Earl of Richmond, führte die untergeordnete schottische Regierung an.
In der Zwischenzeit war William Wallace in der Nähe von Glasgow gefangen genommen und am 23. August 1305 in London brutal hingerichtet worden. Eduard hatte aus Wallace einen Märtyrer gemacht, einen überlebensgroßen patriotischen Helden für die Schotten. Anstatt die „schottische Frage“ endgültig zu lösen, legte er damit die Grundlage für weitere Aufstände.

### Exkommunikation und Krönung
Eduard befahl im September 1305 Robert Bruce, das Kommando über Kildrummy Castle abzugeben. Er vermutete, dass Bruce nicht völlig vertrauenswürdig sei und womöglich hinter seinem Rücken eine Verschwörung organisierte. Der geheime Pakt, den Bruce mittlerweile mit William de Lamberton geschlossen hatte, wurde durch einige Adlige aufgedeckt. Bruce hielt mit John Comyn eine Konferenz ab, die mit einer Einigung endete. Comyn würde Bruces Anspruch auf den schottischen Thron unterstützen und im Gegenzug seine Ländereien erhalten, oder auch umgekehrt. Doch aus unbekannten Gründen, wahrscheinlich aber um seinen Rivalen zu schädigen, verriet Comyn die Verschwörung. Bruce, der sich gerade am englischen Königshof aufhielt, wurde gewarnt und floh nach Schottland.
Robert Bruce traf am 10. Februar 1306 in Dumfries ein und brachte in Erfahrung, dass Comyn sich ebenfalls dort aufhielt. In der dortigen Franziskanerkirche trafen sich die beiden zu einem privaten Gespräch. Bruce beschuldigte Comyn, ihn verraten zu haben, was dieser jedoch verneinte. Voller Zorn zog Bruce seinen Dolch und verletzte seinen Widersacher schwer. Als Bruce aus Angst aus der Kirche floh, betrat sein Begleiter Sir Roger de Kirkpatrick das Gebäude, fand den noch lebenden Comyn und tötete ihn. Bruce wurde später ob dieser Freveltat auf heiligem Boden von Papst Clemens V. mit dem Kirchenbann belegt.
Nach dem Mord konnte der englische König Bruce jedoch nicht mehr decken. Er hatte damit alle Brücken hinter sich abgebrochen und musste sehr schnell handeln. Es gab nur den Weg nach vorn: Um nicht alles zu verlieren – vor allem den Anspruch auf den schottischen Thron –, ließ er sich nur wenige Tage später am 25. März 1306 in Scone zum König der Schotten krönen. Obwohl er nun König war, hatte er noch kein Königreich. Seine Bemühungen, das Land zurückzuerobern, erwiesen sich bis nach dem Tod von Eduard I. als katastrophale Fehlschläge.

### Rückeroberung
Viele Angehörige des gälischen und auch des normannischen Adels misstrauten Bruce wegen seiner früheren engen Beziehungen zum englischen Königshaus noch immer und unterstützten ihn nicht. Außerdem hatten die normannischen Fürsten noch immer Ländereien beiderseits der Grenze in England und Schottland und wagten es daher nicht, sich gegen den englischen König zu stellen. So war Robert zunächst ein so gut wie machtloser König und ständig auf der Flucht vor Eduard, der sich an seinem untreuen Vasallen rächen wollte und ihm seine Häscher nachsandte. Im Juni 1306 wurde er in der Schlacht bei Methven besiegt, worauf er in die Highlands flüchtete. Im Juli oder August wurde seine verbliebene Streitmacht im Gefecht bei Dalry geschlagen. Er schickte seine weiblichen Familienangehörigen nach Kildrummy Castle, um sie in Sicherheit zu bringen. Nach einer von Legenden umwobenen Flucht auf die Äußeren Hebriden kehrte Robert Bruce im Februar 1307 nach Schottland zurück und begann vom Südwesten aus sein Reich von seinen inneren und äußeren Feinden zurückzuerobern. Er griff unermüdlich – meist aus dem Hinterhalt – an und wurde dabei zu einem Meister der Guerillataktik. Dadurch gewann Bruce ganz allmählich doch den Respekt und die dringend notwendige Unterstützung des schottischen Adels. Seinen ersten Sieg über die Engländer errang er bei Glen Trool und besiegte dann Aymer de Valence in der Schlacht am Loudoun Hill.
Der englische König erklärte die Ländereien von Bruce für verwirkt und verteilte sie unter seinen eigenen Gefolgsleuten. Darüber hinaus veröffentlichte er den durch den Papst verhängten Kirchenbann über Robert Bruce. Seine Ehefrau Elizabeth de Burgh, seine Tochter Marjorie und seine Schwester Christina gerieten nach der Belagerung von Kildrummy Castle in Gefangenschaft, während seine drei jüngeren Brüder exekutiert wurden. Doch am 7. Juli starb Eduard I. und wurde von seinem schwächlichen Sohn Eduard II. abgelöst. Das Blatt begann sich zu wenden.
Robert Bruce übergab dann das Kommando über die Truppen in Galloway seinem Bruder Edward Bruce, während er selbst seine Operationen nach Aberdeenshire verlegte. Er überrannte Buchan, und nach einer schweren Krankheit besiegte er im Mai 1308 in der Schlacht bei Inverurie den Earl of Buchan. Bruce begab sich mit seinen Truppen nach Argyll, besiegte in der Schlacht von Brander weitere interne Feinde und eroberte Dunstaffnage Castle. Im Mai 1309 berief er in St Andrews seine erste Parlamentssitzung ein, und im August kontrollierte er alle Gebiete nördlich des Flusses Tay. Bei einer Generalversammlung im Jahr 1310 erkannte ihn der schottische Klerus als König an. Dass er trotz der Exkommunikation die Unterstützung der lokalen Kirchenoberhäupter erhielt, war von großer Bedeutung und wahrscheinlich auf den Einfluss seines Freundes Lamberton zurückzuführen.

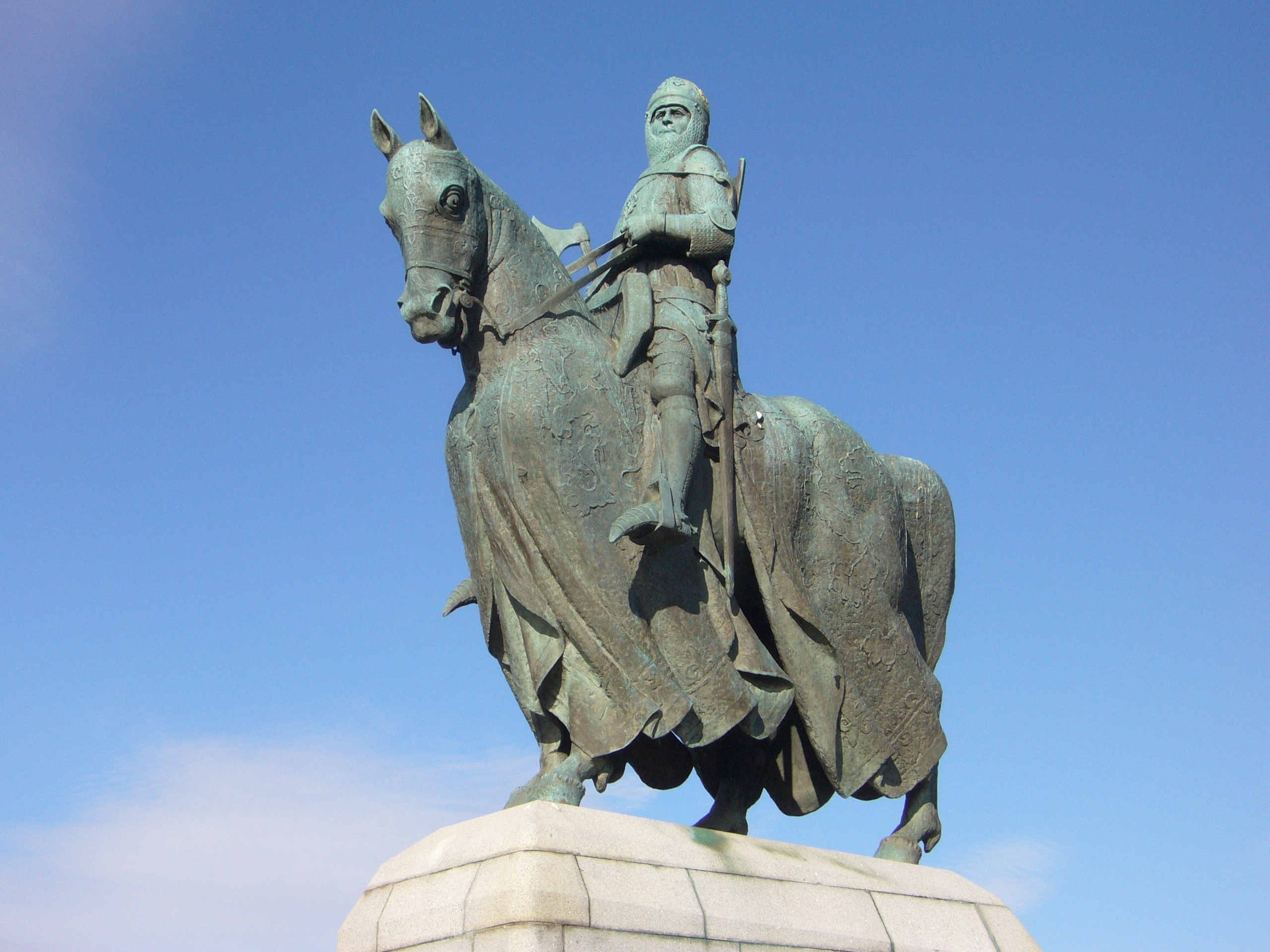
Statue von Robert I. in Bannockburn

Während der nächsten drei Jahre fielen mehrere englische Burgen und Außenposten in die Hand der Schotten. Linlithgow wurde 1310 erobert, Dumbarton 1311 und im Januar 1313 Perth (diesen Feldzug führt Bruce persönlich an). Bruce führte auch Raubzüge nach Nordengland an. Im März 1313 eroberte James Douglas Roxburgh Castle, während Thomas Randolph zur gleichen Zeit Edinburgh Castle einnahm. Im Mai führte Bruce erneut einen Raubzug durch den Norden Englands an und unterwarf die Isle of Man.
In der Auseinandersetzung um Stirling Castle, die letzte von Engländern gehaltene Burg in Schottland, wurde am 23. und 24. Juni 1314 das scheinbar überlegene englische Heer in der historischen Schlacht an dem kleinen Bach Bannockburn, der Schlacht von Bannockburn, von den Schotten vernichtend geschlagen. Die rund 9000 Schotten rieben die ca. 25.000 Engländer fast vollständig auf, und Robert Bruce wurde zum schottischen Nationalhelden. Der unerwartete Sieg garantierte die vollständige Akzeptanz von Robert Bruce als König im eigenen Land. Von der englischen Bedrohung befreit, zogen die schottischen Armeen nach England, schlugen eine weitere englische Armee nördlich der Grenze zurück und unternahmen Raubzüge in Yorkshire und Lancashire. Eduard II. sah sich gezwungen, einen Waffenstillstand anzunehmen.

### Feldzug in Irland und Diplomatie
Bestärkt durch die militärischen Erfolge, starteten die schottischen Truppen 1315 eine Invasion Irlands. Sie wollten die Insel nicht nur von der englischen Herrschaft befreien, sondern damit auch eine zweite Front für England im andauernden Konflikt schaffen. Dazu verfolgten sie familiäre Ziele, denn im Juni 1315 wurde Edward Bruce zum Irischen Hochkönig gekrönt. Anfang 1317 begab sich Robert Bruce mit einer weiteren Armee dorthin, um seinen Bruder zu unterstützen.
Die Schotten warben mit einer „pan-gälischen Allianz“ um die Gunst der irischen Anführer und betonten dabei die Gemeinsamkeiten wie Sprache, Gebräuche und kulturelles Erbe. Die diplomatischen Bemühungen brachten einige Erfolge, zumindest in Ulster, wo die Schotten volle Unterstützung genossen. Doch außerhalb von Ulster stießen sie auf wenig Begeisterung und konnten im Süden der Insel keine nennenswerten Erfolge verbuchen.
Nach dem Trauma der Unabhängigkeitskriege machten die Freien und Mächtigen des Reiches im Jahr 1320 ihrem König allerdings klar, dass er nicht vollkommen willkürlich handeln konnte. In der Deklaration von Arbroath erklärten sie, dass sie ihn nur solange unterstützen würden, wie er die Rechte der Nation zu wahren bereit war. In der entscheidenden Passage aus dieser Erklärung heißt es:

„Doch Robert selbst, sollte er sich von dieser Aufgabe, die er begonnen hat, abwenden und sich einverstanden erklären, dass wir oder unser Reich dem englischen König oder seinem Volk unterworfen würden, würden wir ihn als unser aller Feind ausstoßen, als einen, der unsere und seine Rechte untergraben hat, und würden einen anderen König wählen, damit er unsere Freiheit verteidigt; denn so lange, als nur Hundert von uns noch überleben, werden wir uns in keiner Weise englischer Herrschaft beugen. Denn wir kämpfen weder für Ruhm, noch für Wohlstand, noch für Ehre; sondern wir kämpfen allein für die Freiheit, die kein rechtschaffener Mann aufgibt – außer mit seinem Leben.“

Zwar hielt der Kriegszustand zwischen den beiden Ländern noch an, doch wurde 1328 die Unabhängigkeit Schottlands vom englischen König Eduard III. im Abkommen von Edinburgh und Northampton anerkannt.

### Familie und spätes Leben
Robert Bruce hatte neben seiner ältesten Tochter Marjorie, seiner zweiten Frau Elizabeth de Burgh und ihren gemeinsamen Kindern eine große Familie. Da waren seine Brüder Edward, Alexander, Thomas und Neil, seine Schwestern Christina (oder Christian) of Mar, Isabel (später Königin von Norwegen), Margaret, Matilda und Mary sowie seine Neffen Donald und Thomas Randolph. Alexander, Thomas und Neil wurden von den Engländern gefangen genommen und hingerichtet, Edward starb 1318 in Irland auf dem Schlachtfeld.
- Marjorie Bruce (geboren zwischen 1295 und 1297), heiratete etwa 1315 Walter Stewart, den Truchsessen (High Steward) von Schottland, und gebar am 2. März 1316 den zukünftigen König Robert II.

Mit seiner zweiten Ehefrau Elizabeth de Burgh, die er 1302 heiratete, hatte Robert Bruce die folgenden Nachkommen:
- Matilda (gestorben am 20. Juli 1353), heiratete Thomas Isaac, mit dem sie die beiden Töchter Joanna und Catherina hatte
- Margaret (gestorben November 1347), heiratete 1343 William Earl of Sutherland
- David II. (Schottland), sein Nachfolger als König von Schottland
- John (starb in früher Kindheit)

Zusätzlich zu seinen legitimen Nachkommen hatte Robert Bruce mehrere illegitime Kinder von unbekannten Geliebten. Die Söhne waren Sir Robert (starb 1332 in der Schlacht von Dupplin Moor) und Nigel of Carrick (starb am 17. Oktober 1346 in der Schlacht von Durham) sowie Christian of Carrick. Darüber hinaus hatte er zwei Töchter, Elizabeth (verheiratet um 1365 mit Sir Walter Oliphant of Aberdalgie) und Margaret (verheiratet mit Robert Glen).
Robert Bruce starb am 7. Juni 1329 im Alter von 55 Jahren beim Rittergut Cardross in Dunbartonshire (der exakte Ort ist ungewiss und war vielleicht gar nicht einmal in der Nähe des heutigen Dorfes Cardross). Seit einigen Jahren hatte er laut zeitgenössischen Berichten an einer „unsauberen Krankheit“ gelitten. Laut der traditionellen Ansicht soll er an Lepra gestorben sein, doch wird dies heute bezweifelt. Zwar bleibt unklar, um welche Krankheit es sich gehandelt hat, doch liegen Syphilis, Schuppenflechte oder eine Reihe von Schlaganfällen im Bereich des Möglichen.
Roberts sterbliche Überreste wurden in der Dunfermline Abbey beigesetzt. Gemäß seinem letzten Willen aber sollte sein alter Waffengefährte James Douglas das Herz entnehmen und es auf einem Kreuzzug in das Heilige Land bringen, um Roberts Mord an John Comyn, Lord of Badenoch zu sühnen. Doch Douglas kam nur bis nach Spanien, wo er in der Schlacht von Teba im Kampf gegen die Mauren getötet wurde. Seiner Familie wurde gestattet, das Herz des Robert Bruce in ihr Wappen aufzunehmen. Das Herz wurde später gefunden, nach Schottland zurückgebracht und unter dem Hochaltar der Melrose Abbey in Roxburghshire begraben. Roberts einziger überlebender Sohn bestieg als David II. den schottischen Thron.

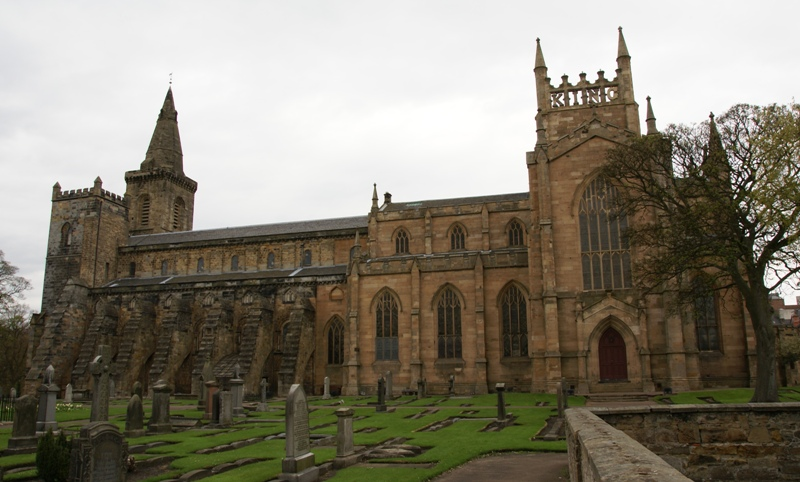
Dunfermline Abbey
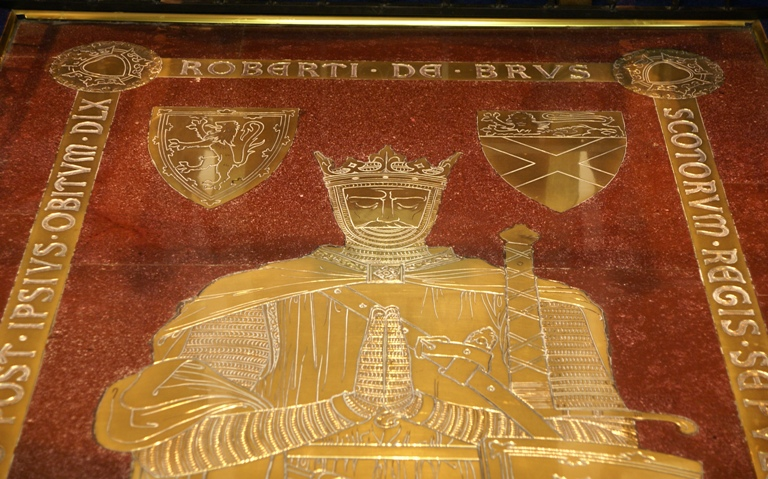
Grabplatte Roberts in Dunfermline Abbey
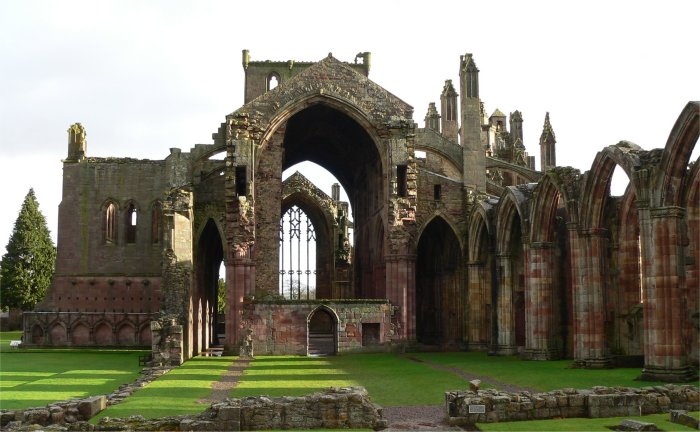
Melrose Abbey
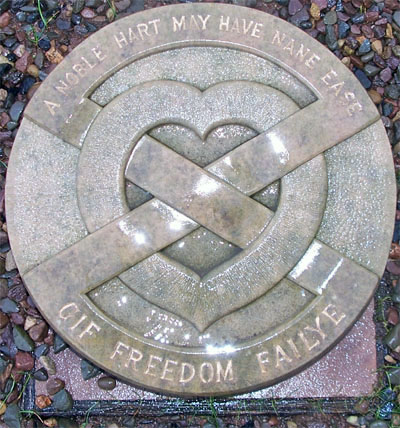
Gedenkplatte in Melrose Abbey, wo Roberts Herz beigesetzt wurde
Wappen der Lords of Douglas von 1330, mit dem Herzen des Robert Bruce

## Rezeption

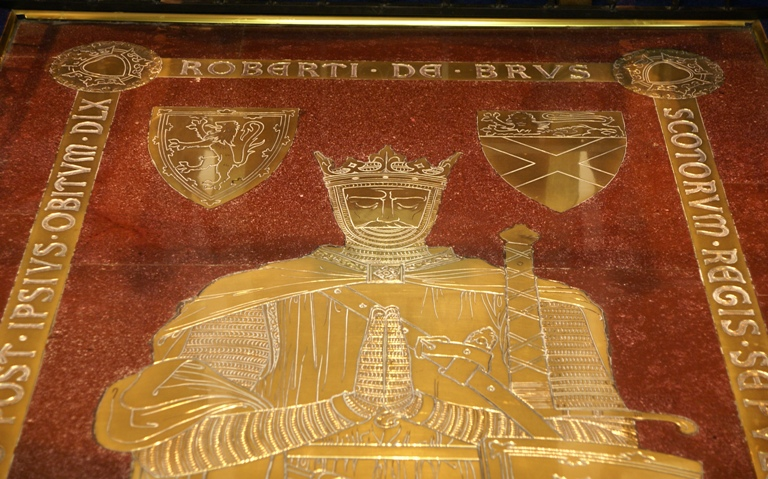
Rekonstruktion der Bronzeplatte über der Grabstätte von Robert I. in der Dunfermline Abbey

Robert the Bruce und sein Kampf für die schottische Unabhängigkeit erfuhren bis heute vielfache Rezeption. Insbesondere seit dem 19. Jahrhundert und zum 700. Jahrestag seiner Geburt im Jahr 1974 wurde und wird Robert the Bruce zunehmend zum schottischen Nationalhelden stilisiert. In der medialen Rezeption wird er heute zumeist als unbeugsamer Widerstandskämpfer dargestellt, der sich auch von wiederholten Rückschlägen nicht von seinem Ziel abbringen lässt.
1846 entstand für die Pariser Oper das Opern-Pasticcio Robert Bruce mit Musik von Gioacchino Rossini, in dem der schottische Freiheitskampf behandelt wird.
In der Begräbnisstätte Roberts, der Dunfermline Abbey, erinnert seit dem 19. Jahrhundert ein Gedenkstein und seit 1974 ein Bleiglasfenster mit Porträt an ihn. Bruchstücke seines – in der Reformation zerstörten – Grabmals werden im Museum of Scotland ausgestellt. Statuen von Robert the Bruce stehen heute unter anderem vor Edinburgh Castle, der Scottish National Portrait Gallery sowie auf dem Gelände der Schlacht von Bannockburn und vor Stirling Castle. Eine künstlerische Darstellung von Robert the Bruce fand sich von 1981 bis 1989 auf den schottischen Ein-Pfund-Banknoten bzw. seit 1990 bis heute auf den 20-Pfund-Noten der Clydesdale Bank.
In einer Reihe historischer Romane taucht Robert the Bruce als Nebenfigur auf oder werden die um seine Person gebildeten Legenden verarbeitet. Der schottische Autor Nigel Tranter widmete zwischen 1969 und 1971 Roberts Leben und Wirken drei Romane, die 1985 als The Bruce Trilogy (in Englisch) erneut veröffentlicht wurden. Das Geschehen um das Herz des Königs erzählt Moritz Graf von Strachwitz in der Ballade Das Herz von Douglas mit dichterischer Freiheit. Der erste Band einer derzeit entstehenden Trilogie von Robyn Young ist 2011 in deutscher Sprache unter dem Titel Rebell der Krone erschienen. Nach Aussage der Schöpfer der DC-Comicfigur Batman war Robert the Bruce eines der Vorbilder bei der Schaffung der Figur Bruce Wayne.
Der britische Film The Bruce von 1996 mit Sandy Welch in der Hauptrolle beschreibt den Aufstieg Roberts zum schottischen König und kulminiert in der Schlacht von Bannockburn. Im US-amerikanischen Film Braveheart von 1995 wird Bruce von Angus Macfadyen verkörpert und seine Rolle im Schottischen Unabhängigkeitskrieg – allerdings in stark fiktionalisierter Weise – angeschnitten. Der Film Outlaw King (2018) schildert das Leben Roberts und den schottischen Unabhängigkeitskampf von etwa 1301 bis 1307. Er beginnt mit Roberts Anerkennung der Herrschaft des englischen Königs Eduard I. über Schottland und seiner Heirat mit Elizabeth de Burgh, schildert dann den Beginn des Aufstandes und endet mit der Schlacht am Loudoun Hill. Im Film Robert the Bruce – König von Schottland (2019) wird dargestellt, wie Robert the Bruce nach einer Reihe militärischer Niederlagen zunächst den Freiheitskampf aufgibt, dann aber zu neuem Mut kommt, die Schotten zu einen und weiter um die Unabhängigkeit zu kämpfen.
In der französischen Armee wird der Marche des soldats de Robert Bruce, durch schottische Söldner in französischen Diensten, zum Beispiel den Royal Ecossais, bekannt gemacht, bis heute gespielt. Während es Aufnahmen vom Musikkorps der Bundeswehr gibt, wird der Marsch nur selten von Musikern der britischen Armee gespielt.